# Fuencemillán
Fuencemillán è un comune spagnolo di 99 abitanti situato nella comunità autonoma di Castiglia-La Mancia.